# 태원 안씨
태원 안씨(太原安氏)는 한국의 성씨이다.
시조 안만세(安萬世)는 노국공주를 따라 고려에 온 뒤 고려에 정착해 고려인으로서 살게 되었으며, 후에 그의 후손들이 안만세의 고향인 태원을 본관으로 했다.

## 참고 자료
- “안씨(安氏) 본관(本貫) 태원(太原)”. 《한국족보출판사》. 2022년 11월 29일에 원본 문서에서 보존된 문서.